# Konstantinowka (Kaliningrad, Prawdinsk)
Konstantinowka (Константиновҝа, deutsch Eisenbart) war ein Ort in der russischen Oblast Kaliningrad (Gebiet Königsberg (Preußen)). Seine Ortsstelle liegt im Bereich des Munizipalkreises Rajon Prawdinsk (Stadtkreis Friedland).

## Geographische Lage
Die Ortsstelle Konstantinowkas liegt in der südlichen Mitte der russischen Oblast Kaliningrad, zwölf Kilometer nordwestlich der früheren Kreisstadt und heutigen Rajonshauptstadt Prawdinsk (deutsch Friedland) bzw. 27 Kilometer nördlich der zwischenzeitlichen (1927 bis 1945) und heute auf polnischem Hoheitsgebiet gelegenen Kreismetropole Bartenstein (polnisch Bartoszyce).

## Geschichte
Um 1370 wurde das seinerzeitige Eißenhardt gegründet, 1480 wurde eine zweite Handfeste vergeben. Am 11. Juni 1874 wurde die Landgemeinde Eisenbart in den neu errichteten Amtsbezirk Puschkeiten (russisch Sosnowka) im ostpreußischen Kreis Friedland (1927 bis 1945 „Kreis Bartenstein“) aufgenommen.
Die Zahl der Einwohner Eisenbarts belief sich im Jahre 1910 auf 222, im Jahre 1933 auf 303.
Am 1. April 1937 vergrößerte sich die Landgemeinde Eisenbart um die aus der Landgemeinde Puschkeiten ausgegliederten Ortsteile Dommelkeim (russisch Filippowka) und Schleuduhnen (russisch Marjino), die beide eingegliedert wurden. Am 1. Juli 1937 änderte sich die Bezeichnung des Amtsbezirks Puschkeiten in „Amtsbezirk Stockheim“ (russisch Saizewo). Die Zahl der Einwohner Eisenbarts belief sich im Jahre 1939 auf 306.
In Kriegsfolge wurde 1945 das gesamte nördliche Ostpreußen an die Sowjetunion abgetreten. Eisenbart erhielt 1950 die russische Namensform „Konstantinowka“ und wurde 1947 in den Domnowski selski sowet/okrug (Dorfsowjet Domnowo) im Rajon Prawdinsk eingegliedert. In den Nachkriegsjahren aber nur spärlich besiedelt galt er bereits früher als erst im  Jahre 1975 als verlassener Ort. Heute wird er als untergegangen betrachtet. Seine Ortsstelle liegt nun im Bereich des Munizipalkreises  Rajon Prawdinsk  in der russischen Oblast Kaliningrad.

## Religion
Christentum
Bis 1945 war Eisenbart in die evangelische Kirche Stockheim (russisch Saizewo) in der Kirchenprovinz Ostpreußen der Kirche der Altpreußischen Union eingepfarrt. Seitens der römisch-katholischen Kirche war Eisenbart der Pfarrei der Stadt Friedland im damaligen Bistum Ermland zugeordnet.

## Verkehr
Die nicht mehr erkennbare Ortsstelle Konstantinowkas liegt nördlich der russischen 27A-083 (ex A 196) – frühere deutsche Reichsstraße 131 – und ist über den Abzweig Filippowka (Dommelkeim) auf direktem Wege zu erreichen.